# Caliente de Durango
El Club de Beisbol Caliente de Durango, o simplemente Caliente de Durango, es un equipo de beisbol profesional de la Liga Mexicana de Béisbol (LMB) con sede en Durango. El equipo se fundó luego de que la LMB suspendiera a los Generales de Durango por problemas legales del propietario del equipo y debutó en la temporada 2024 de la LMB.

## Historia
La ciudad de Durango tuvo a su primer equipo profesional de beisbol en 1956, con la fundación de los Alacranes de Durango, que jugaron en la Liga Central (una liga menor que servía como una liga alimentadora para la Liga Mexicana de Beisbol). En 1976, los Alacranes de unieron a la LMB y jugaron allí cuatro temporadas de 1976 a 1979.
En 2017, los Delfines del Carmen se mudaron a Durango y cambiaron de nombre a Generales de Durango, marcando el regreso del beisbol profesional a Durango. Los Generales jugaron en la LMB hasta 2023, pero fueron suspendidos por la liga en febrero de 2024, ya que su dueño, el empresario Venezolano Carlos Lazo, se vio envuelto en problemas legales luego de ser acusado de fraude.
En marzo de 2024, se anunció que un nuevo equipo, propiedad de Grupo Caliente, remplazaría a los Generales. La nueva franquicia jugaría en el Estadio Francisco Villa y mantendría a los jugadores y cuerpo técnico de los suspendidos Generales de Durango. El equipo fue presentado oficialmente el 19 de marzo de 2024 como Caliente de Durango con rojo, negro y blanco como sus colores.
Luis Borges fue confirmado como mánager del equipo; asimismo, la mayoría de los jugadores que formaban parte de Generales de Durango se quedaron con el nuevo equipo. Caliente de Durango debutó en la Liga Mexicana de Beisbol el 12 de abril de 2024 ante los Saraperos de Saltillo con una victoria de 7–4.